# Tylwica-Majątek
Tylwica-Majątek – kolonia w Polsce położona w województwie podlaskim, w powiecie białostockim, w gminie Michałowo.
W latach 1975–1998 miejscowość administracyjnie należała do województwa białostockiego.
Prawosławni mieszkańcy wsi należą do parafii Przemienienia Pańskiego w Topolanach.

## Historia

### Lata 1780 – 1944
Folwark Tylwica powstał w osiemdziesiątych latach XVIII wieku. Pierwszym budynkiem była stodoła zbudowana w 1780 roku, a następnie budynek mieszkalny o wymiarach 30 łokci długości i 15 łokci szerokości, drewniany, drenicami kryty.
W 1818 roku folwark stanowił własność Stefanii Radziwiłłówny, a dzierżawili go Karol i Wiktoria Rassochaccy.
Po powstaniu styczniowym folwark został skonfiskowany.
W 1870 roku posiadał ogólną powierzchnię 1724 dziesięcin.
Według Powszechnego Spisu Ludności z 1921 roku folwark zamieszkiwało 46 osób, wśród których 9 było wyznania rzymskokatolickiego, 36 prawosławnego i jedna mojżeszowego. Jednocześnie 9 mieszkańców zadeklarowało polską przynależność narodową, 36 białoruską a jedna żydowską. Było tu 6 budynków mieszkalnych.
W 1930 roku właścicielami folwarku byli: Stanisław Górski, który posiadał 715 ha, Maria Półtorak posiadała 890 ha i Józef Puchalski posiadał 82 ha.
Przed wyzwoleniem właścicielami majątku byli Jerzy i Magdalena Ołdakowscy. Majątek posiadał ogólną powierzchnię 760 ha. Pozostały obszar 927 ha w porównaniu do 1930 roku, w okresie po 1930 roku kupili rolnicy okolicznych wsi.

### Lata 1944 - 2009
Zgodnie z dekretem o reformie rolnej z dnia 6 września 1944 roku majątek Tylwica podlegał parcelacji. Dnia 31 października 1944 roku rozparcelowano 264,15 ha użytków rolnych wśród 71 nabywców. Ziemię otrzymali rolnicy z Tylwicy, Folwarków Tylwickich i Topolan. Lasy i część zarośli o powierzchni 495,85 ha przekazano Nadleśnictwu Żednia.
15 grudnia 1968 roku Tylwica – Majątek została zelektryfikowana. 
W 2008 roku w Tylwicy–Majątek mieszkało 26 osób, 12 kobiet i 14 mężczyzn. 
Z Tylwicy - Majątek do drogi powiatowej Zabłudów – Michałowo – Gródek i do PKS-u odległość wynosi 2,2 km.